# Skalka (Dokeská pahorkatina)
Skalka (382 m n. m.) je vrch, resp. dvojvrší v okrese Česká Lípa Libereckého kraje. Leží asi 0,8 km jihovýchodně od obce Skalka u Doks, na katastrálním území města Doksy.

## Popis vrchu

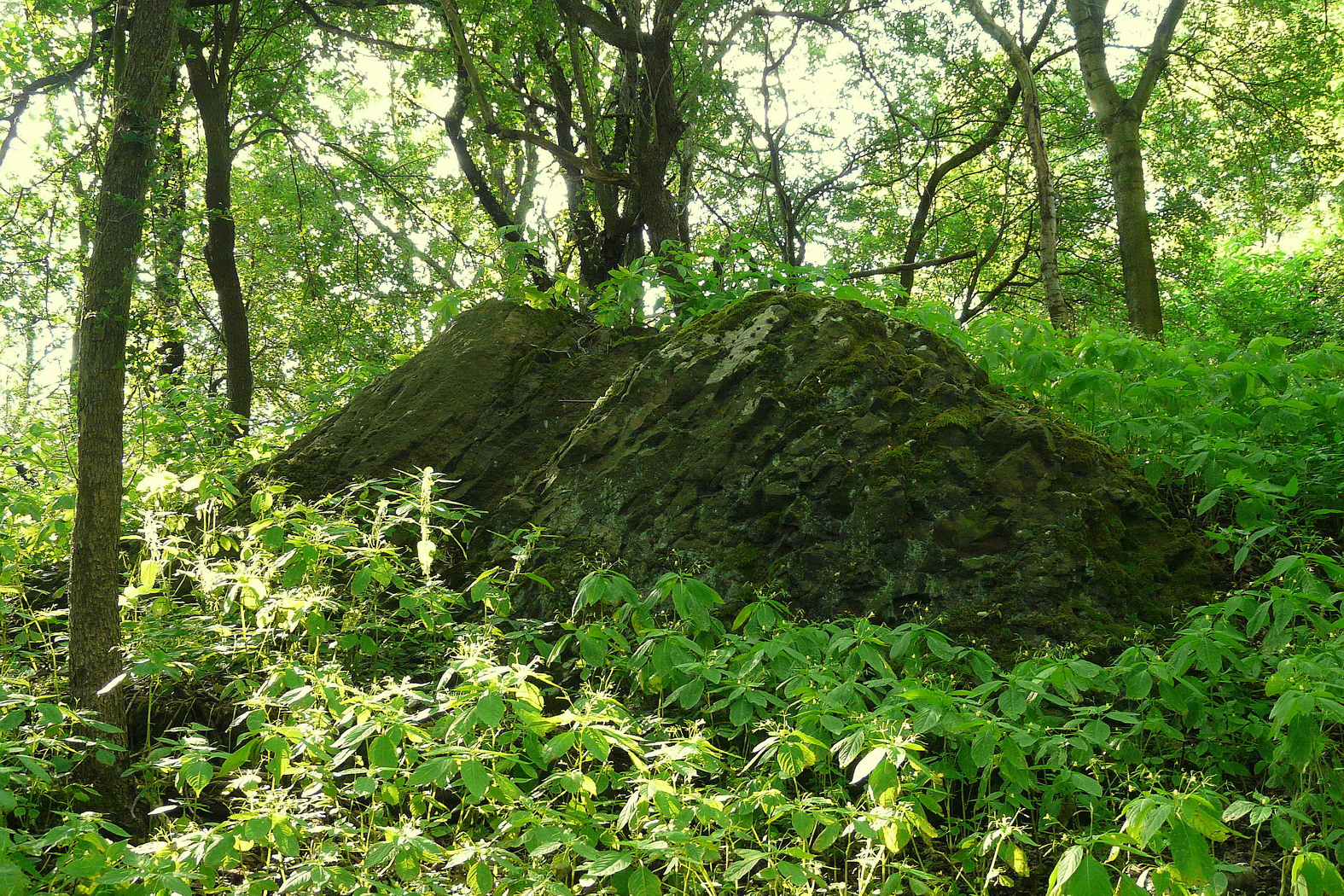
Vulkanitová skalka na Štědré

Je to kupovitý neovulkanický suk tvořený subvulkanickou bazaltoidní brekcií (tvoří suť na povrchu) a žílou olivinického sodalittitu. Žíla vytvořila 250 m na SSV druhý vrchol Štědrá (372 m), čímž vzniklo dvojité návrší. Od vrcholu Skalka ještě vybíhá k severovýchodu druhá delší trachytová žíla. Vulkanické horniny pronikly skrz okolní svrchnokřídové křemenné pískovce. Oba vrcholy porušují opuštěné drobné kamenolomy. Vrch je zcela zalesněn výše listnatým, níže jehličnatým lesem.

## Geomorfologické zařazení
Vrch náleží do celku Ralská pahorkatina, podcelku Dokeská pahorkatina, okrsku Polomené hory, podokrsku Housecká vrchovina a Maršovické části.

## Přístup
Nejbližší dojezd automobilem je k silnici Doksy – Zbyny jižně od Skalky nebo k rekreačnímu objektu na severovýchodním úpatí Štědré. Celé dvojvrší obkružuje po svahu cesta, na vrcholy již nevede. Západně od Skalky vede zelená turistická značka (Nová Skalka – Korecký vrch).